# Eem-Warmzeit

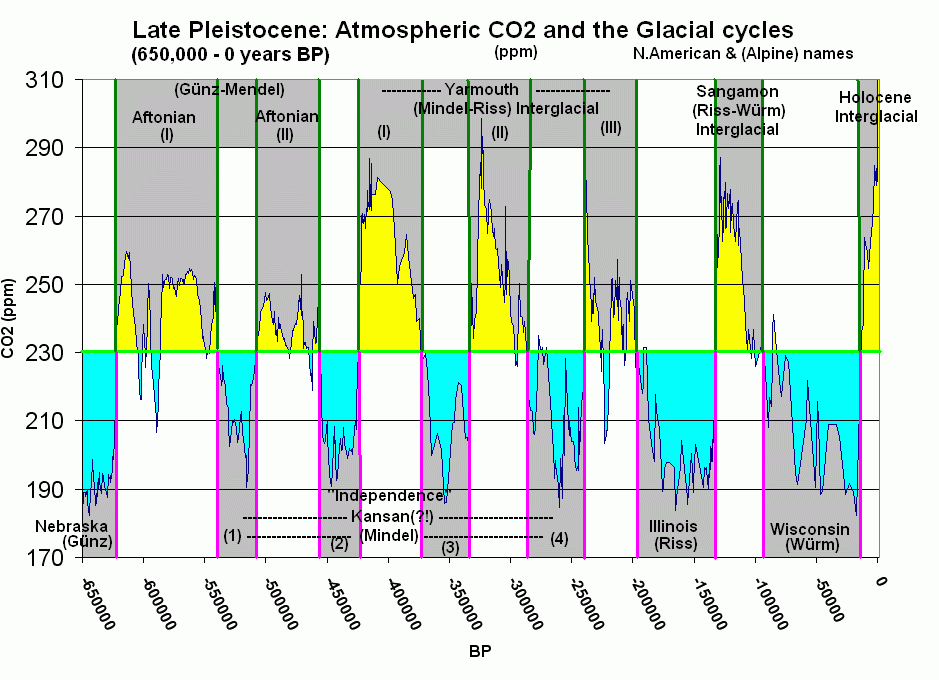
Zwischeneiszeiten - gelb

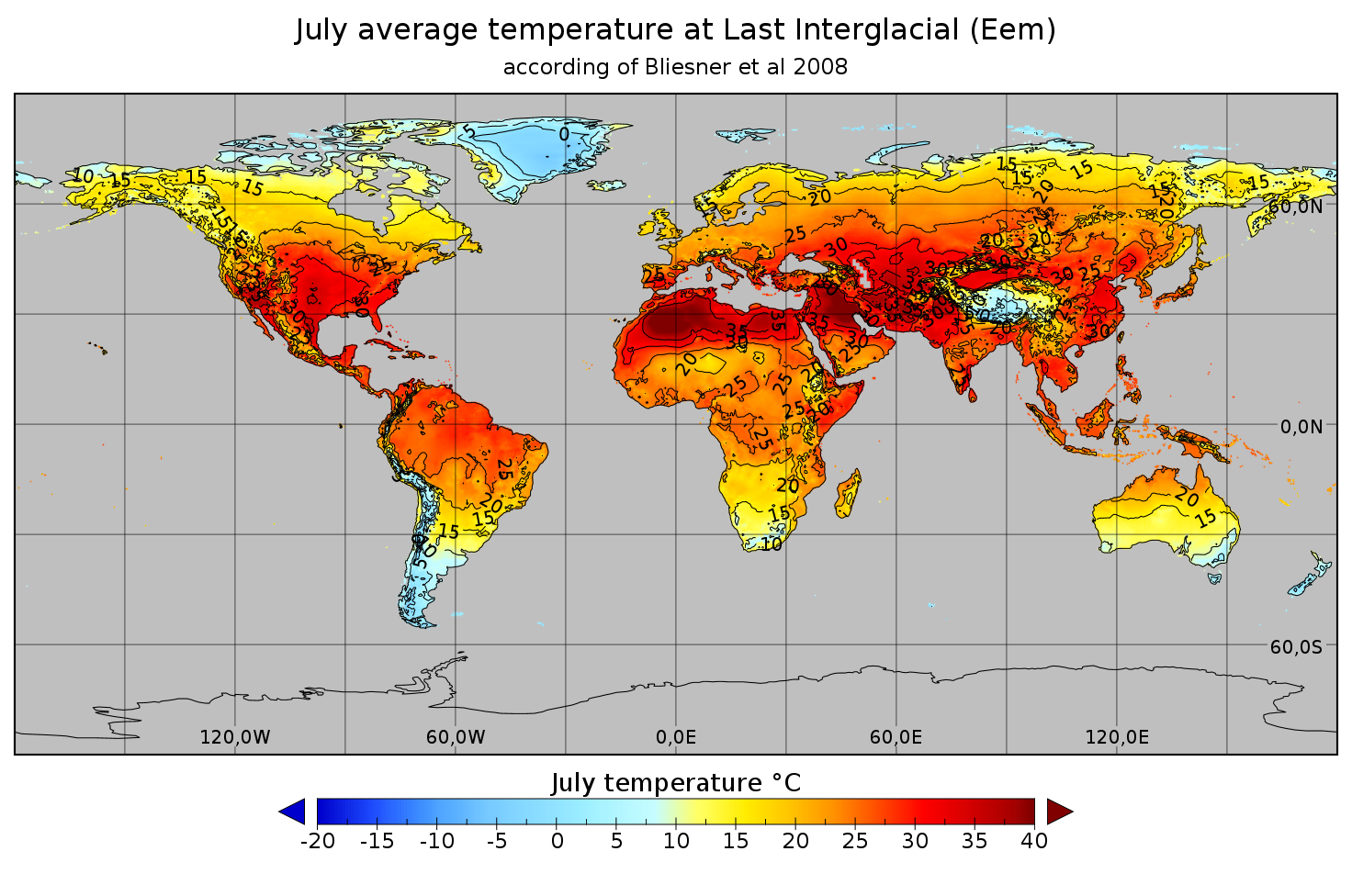
Durchschnittliche Juli-Temperaturen in der Eem-Warmzeit

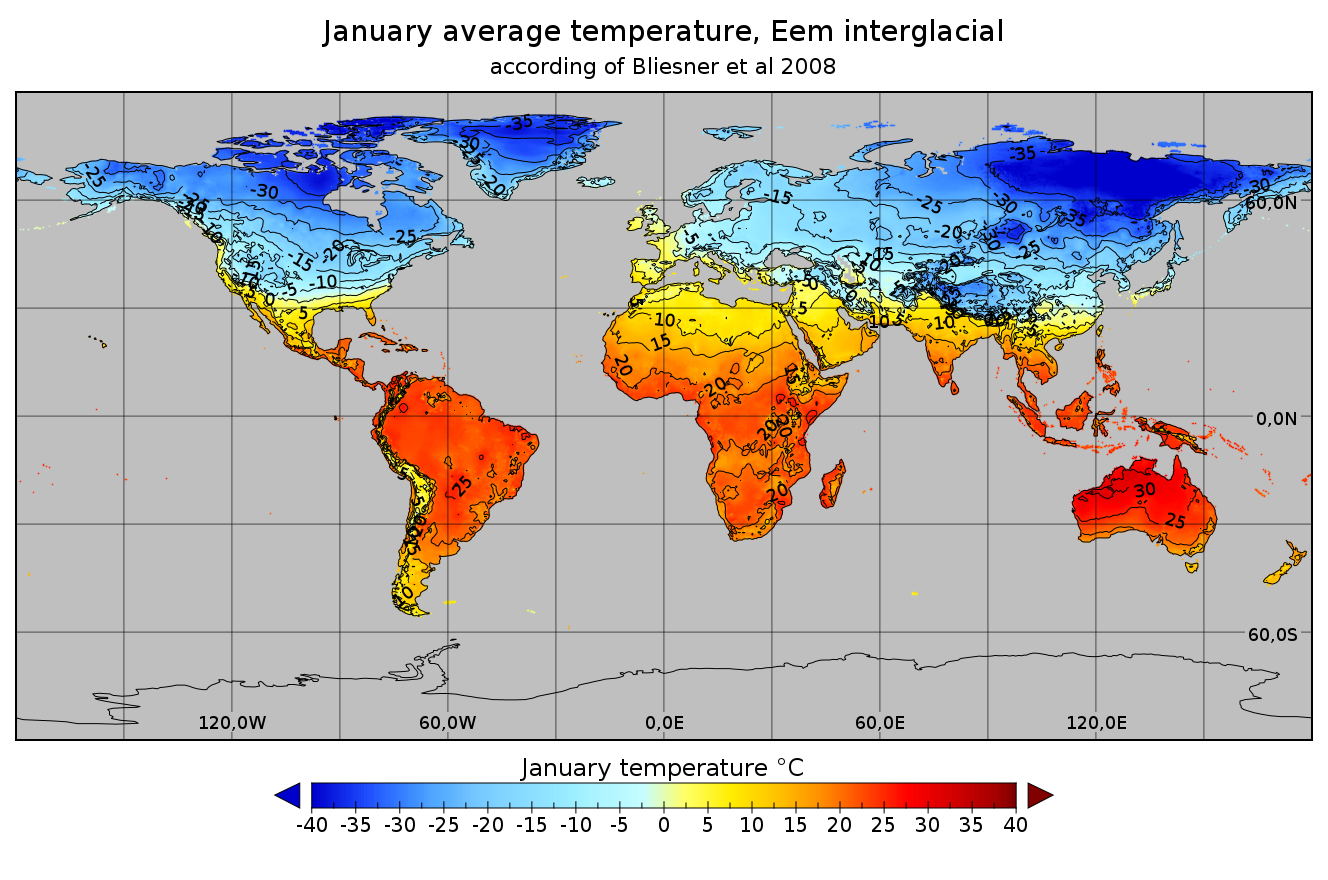
Durchschnittliche Januar-Temperaturen in der Eem-Warmzeit

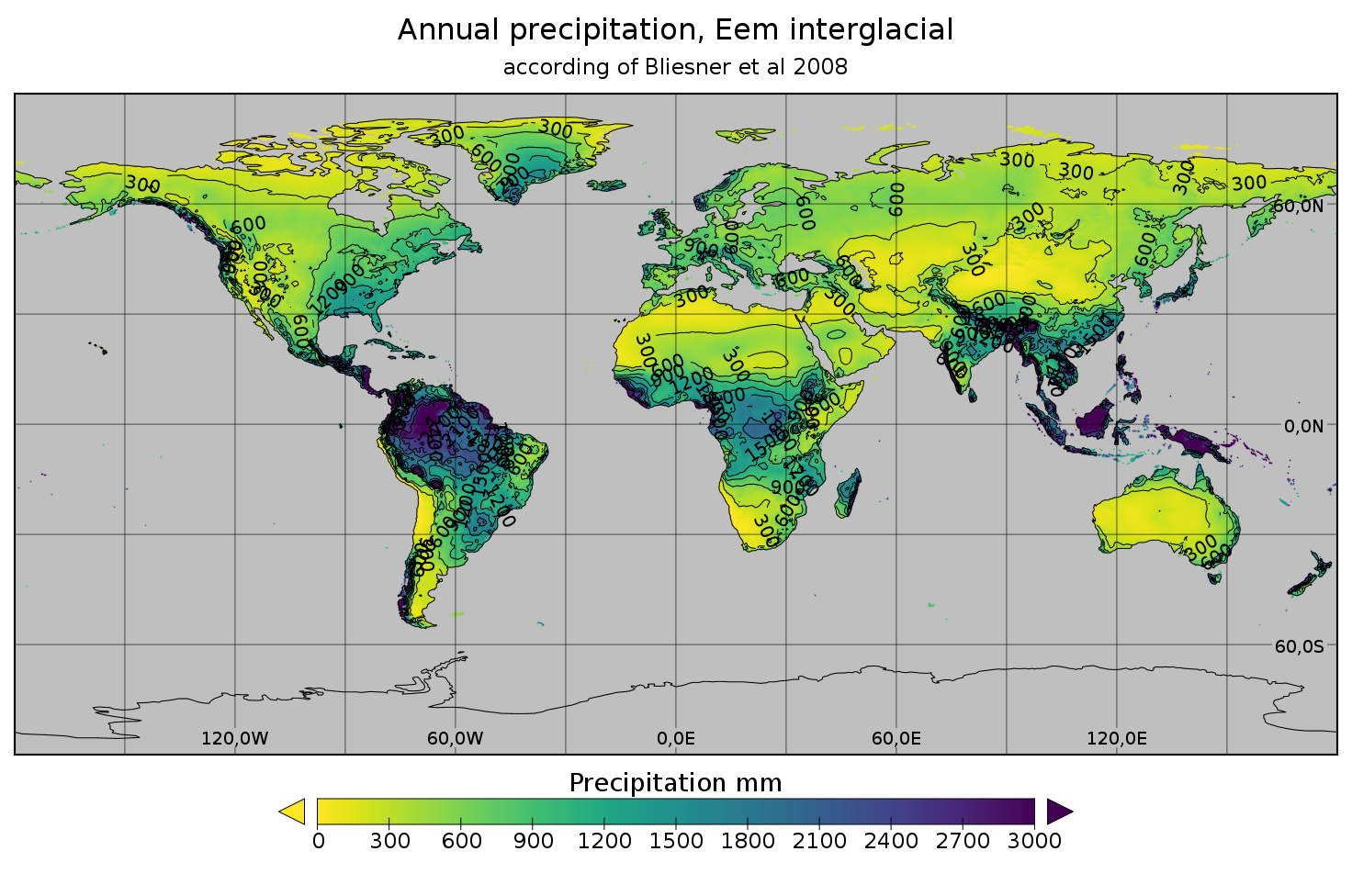
Durchschnittliche Jahresniederschläge in der Eem-Warmzeit

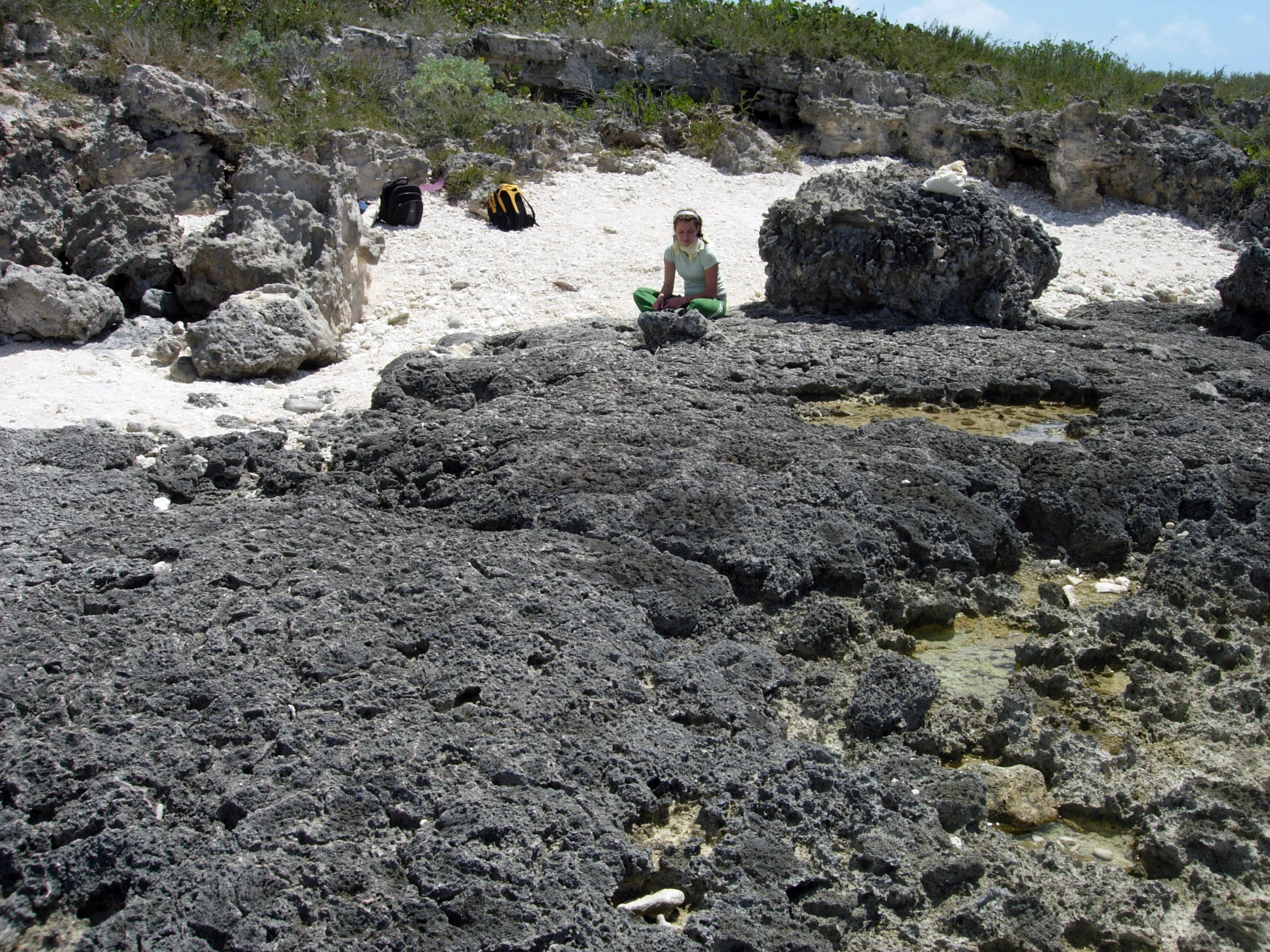
Fossiles Korallenriff aus dem Eem
(Great Inagua, Bahamas)

Die Eem-Warmzeit (Synonym Eem-Interglazial), oft kurz als Eem bezeichnet, war die letzte Warmzeit vor der heutigen, dem Holozän. Sie begann vor etwa 126.000 Jahren, endete vor 115.000 Jahren und ist nach dem Fluss Eem in den Niederlanden benannt.
Die Eem-Warmzeit wird im Alpenraum auch als Riß/Würm-Interglazial benannt, da sie die Warmzeit zwischen der Riß- und Würm-Kaltzeit darstellt. Sie entspricht auf den Britischen Inseln der Ipswichian Stage, in der Osteuropäischen Ebene dem Mikulin-Interglazial, in Nordamerika der Sangamonian Stage und in Chile dem Valdivia-Interglazial, wobei jedoch die genaue Datierung in den einzelnen Regionen voneinander abweicht. In der internationalen Gliederung des Pleistozäns, die auf der Ausgliederung von Sauerstoff-Isotopenstufen beruht, wird das Eem in der Stufe 5 und dort als fünfte Unterstufe e eingeordnet.

## Forschungsgeschichte zur Eem-Warmzeit
Die Eem-Warmzeit wurde im Jahre 1874 als selbstständige stratigraphische Einheit erkannt, nachdem Pieter Harting bei Bohrungen in der Gegend von Amersfoort (Niederlande) fossilreiches Material zu Tage gefördert hatte, dessen Artenzusammensetzung weit von jener der heutigen Nordsee entfernt war. Viele sehr ähnliche Arten von Schnecken und Muscheln wurden im Atlantik südlich der Straße von Dover gefunden. Ihr Verbreitungsgebiet reicht heute von den Küsten Portugals (Lusitanische Faunenprovinz) bis ins Mittelmeer (Mediterrane Faunenprovinz). Dies war für Harting ein Anzeichen dafür, dass in der Zeit, in der die Sedimente mit den Fossilien abgelagert worden waren, weit höhere Temperaturen geherrscht haben mussten als heute auf diesem Breitengrad. Harting benannte die Ablagerungen „Système Eémien“, nach dem Fluss Eem in der Nähe von Amersfoort.

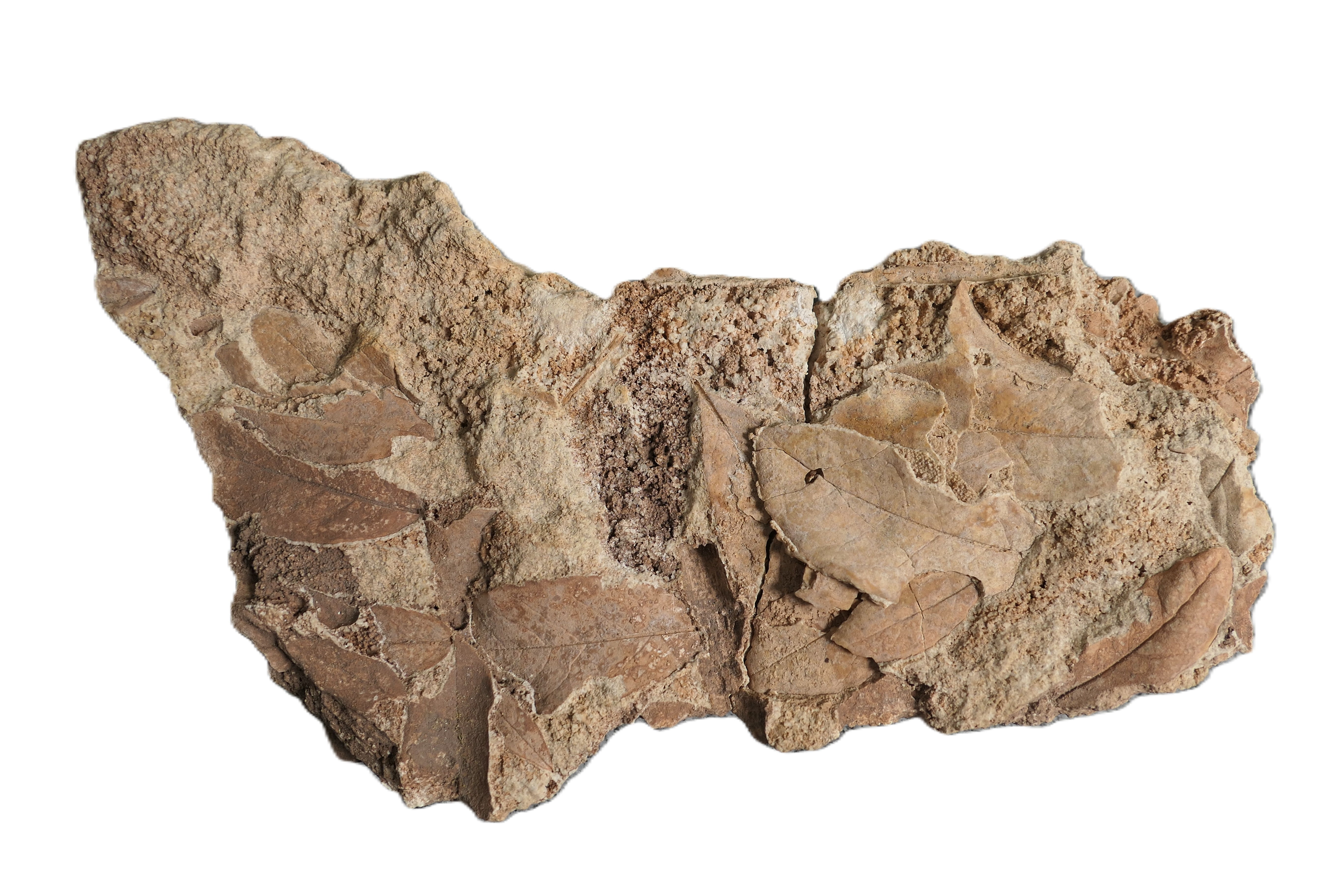
Eem-zeitliche Pflanzenabdrücke im Travertin aus Stuttgart-Untertürkheim.

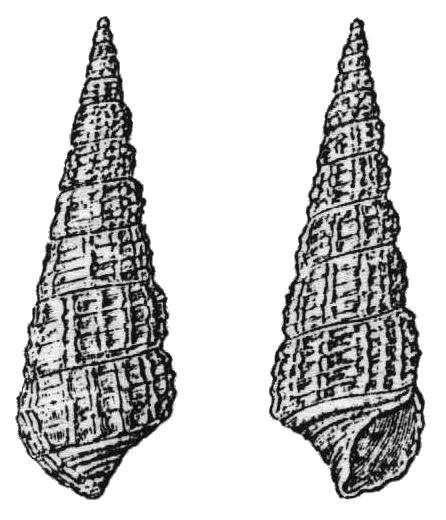
Bittium reticulatum, von Pieter Harting als Leitfossil für die Eem-Warmzeit angesehen, gezeichnet von ihm selbst (veröffentlicht 1886)

Später wurde die Zusammensetzung der niederländischen Molluskenfauna aus der Eem-Warmzeit untersucht. Leitfossilien wurden festgelegt, mit deren Hilfe gleich alte stratigraphische Schichten identifiziert werden konnten. Es zeigte sich, dass die Schichten der Eem-Warmzeit oft auf den Grundmoränen der Saale-Eiszeit abgelagert und über ihnen lokale Flussschotter oder äolische Ablagerungen aus der Weichsel-Eiszeit zu finden sind. Daraus lässt sich auf eine Warmzeit zwischen diesen beiden Kaltzeiten schließen. In den Niederlanden sind die Ablagerungen der Eem-Warmzeit jedoch nie von Grundmoränen der Weichseleiszeit überlagert.
Van Voorthuysen veröffentlichte im Jahre 1958 eine Arbeit über die Foraminiferen der Typuslokalität und Zagwijn einige Jahre später die Palynologie mit den Pollenzonen. Am Ende des zwanzigsten Jahrhunderts wurde die Typuslokalität erneut und diesmal multidisziplinär anhand von alten und neuen Daten untersucht. Gleichzeitig wurde ein Parastratotyp bezeichnet, dieser liegt im Glazialbecken von Amsterdam. Im Zuge der Bohrung Amsterdam-Terminal wurde dieser Typus interdisziplinär beschrieben. Die Autoren veröffentlichten auch eine Uran-Thorium-Datierung der spätinterglazialen Ablagerungen dieser Bohrung mit einem Alter von 118.200 Jahren (± 6300 Jahre).
Einen historischen Überblick der niederländischen Eem-Untersuchungen gaben Bosch, Cleveringa und Meijer im Jahre 2000.

## Dauer und Klimaentwicklung
Die Eem-Warmzeit hatte eine Dauer von etwa 11.000 Jahren. Sie begann vor etwa 126.000 Jahren, nach der Saale-Kaltzeit beziehungsweise Riß-Kaltzeit, und endete vor etwa 115.000 Jahren mit dem Beginn der letzten Kaltzeit. Die Eem-Warmzeit war gekennzeichnet durch relativ stabile klimatische Verhältnisse. Die Temperatur im Optimum der Warmzeit lag in Europa mehrere Grad über der vorindustriell (bis etwa 1850) bestehenden Mitteltemperatur. Dies hatte unter anderem zur Folge, dass der Meeresspiegel höher lag als gegenwärtig und viele Ebenen und Becken überflutet waren (Transgression).
Der Beginn der Eem-Warmzeit fällt mit dem Beginn des Jungpleistozäns zusammen. Dieses umfasst die Eem-Warmzeit und die Letzte Kaltzeit. Danach begann mit dem Holozän jene Warmzeit, in der wir heute leben. Als charakteristischer Punkt für den Beginn der Eem-Warmzeit wird in der geologischen Zeitskala die Änderung des Verhältnisses der Sauerstoffisotopen vor rund 126.000 Jahren angegeben. Diese Änderung kann in den Schalen von Mikroorganismen in Meeresablagerungen aus dieser Zeit festgestellt werden.
Mit Hilfe palynologischer Untersuchungen von Bohrkernen aus Eifel-Maaren konnte gezeigt werden, dass während des Überganges zwischen der Eem-Warmzeit und der Letzten Kaltzeit eine Trockenheitsphase von 468 Jahren auftrat. Waldbrände und Staubstürme beeinträchtigten die Wälder in der Eifel und hinterließen ihre Spuren in den Sedimenten. Möglicherweise durch Änderungen der Meeresströmungen kam es zu einem Ausbleiben der Niederschläge. Süßwasser wurde im Eis der vordringenden Gletscher gebunden. Die Trockenheit kam abrupt, innerhalb von 100 Jahren mussten die damals vorherrschenden Wälder einer Steppe weichen. Danach kehrten die Bäume in der Eifel anscheinend wieder zurück, während weiter im Norden kältere Bedingungen herrschten. In der Eifel konnten sich die Mischwälder noch etwa 8000 Jahre lang halten, bis der nächste Kältepuls der eiszeitlichen Klimaschwankungen nur noch eine Tundrenvegetation zuließ. Diese Mischwaldperiode gehört aber nicht mehr zu der Eem-Warmzeit im engeren Sinne.
Ursache für diese Warmzeit waren die Milankovic-Zyklen und eine während dieser Zeit extreme Insolation.

## Klimaschwankungen während der Eem-Warmzeit – Erkenntnisse aus Eisbohrkernen
Die Klimaforschung hat viele Erkenntnisse über das Klima der Vergangenheit gewonnen. Hilfreich waren unter anderem der Summit-Eisbohrkern (72° 34' N, 37° 37' W), der von 1990 bis 1992 durch das Europäische Eisbohrkern Projekt (GRIP) entnommen wurde, und der von NGRIP (North Greenland Ice Core Project) in den Jahren 1996–2003 gezogene Eisbohrkern.
In beiden Bohrkernen wurde unter anderem das Sauerstoff-Isotopen-Verhältnis 18O/16O untersucht, welches hauptsächlich durch die Wolkentemperatur zum Zeitpunkt der Schneeformation bestimmt wird und so direkten Aufschluss über die Temperatur geben kann.
Die Bestimmung der Zeitskalen ist äußerst schwierig. Man hat diese für den Summit-Eisbohrkern nach Vergleich mit anderen Klimaproxys (Eisbohrkerne, Sedimentkerne etc.) als hinreichend genau betrachtet, zumindest für die letzten 130.000 Jahre vor heute, vor allem dadurch, dass Faltung und Fließen des Eisschildes in der Gegend der Summit-Station weitgehend ausgeschlossen wurde.
Die Schwankungen im Sauerstoff-Isotopen-Verhältnis in diesem Eisbohrkern deuteten darauf hin, dass Klimafluktuationen (Dansgaard-Oeschger-Ereignisse, Heinrich-Ereignisse) nicht auf die letzte Eiszeit beschränkt waren, sondern sich auch durch das Profil vor diesem Glazial ziehen (Eem-Warmzeit, Saale-Eiszeit). Dies steht im Gegensatz zu der relativ hohen klimatischen Stabilität der gegenwärtigen Warmzeit (Holozän, seit ungefähr 11.700 cal BP). Es wurde daher vermutet, dass die Stabilität der gegenwärtigen Warmzeit eher die Ausnahme als die Regel ist.
Die heftigen Oszillationen im Summit-Eisbohrkern während der Eem-Warmzeit waren allerdings weder im Wostok-Eisbohrkern (Antarktis) noch in Sedimentbohrkernen der Tiefsee wiederzufinden. Es wurde daher zunächst angenommen, dass das Grönlandeis kurzzeitige Schwankungen in der Atmosphären- und Ozeanzirkulation der Nordatlantikregion widerspiegelt.
Es wurde jedoch bald deutlich, dass die untersten 10 Prozent des Eisbohrkerns verschiedenen Veränderungsprozessen ausgesetzt waren. Die Chronologie der Eem-Warmzeit war dadurch erheblich gestört, weshalb der NGRIP-Eisbohrkern zum Vergleich herangezogen wurde. Zuvor hatte man sich vergewissert, dass das untere Ende des Bohrkerns, um ein klareres Bild über die Eem-Warmzeit zu gewinnen, keine Beeinträchtigungen und Störungsmuster aufwies.
Die Auswertung von Proxydaten zeigten, dass die klimatischen Bedingungen während der Eem-Warmzeit in Europa stabil waren. In Nord-Finnland waren jedoch zwei länger andauernde Kälteeinbrüche zu beobachten, was einer Störung der Nordatlantik-Strömung zugeschrieben wird. Die Sommertemperaturen der Nordhemisphäre lagen etwa 2 K oberhalb des vorindustriellen Temperaturniveaus, in Grönland war es sogar um 5 K wärmer. Bazin et al. (2013) vermutete, dass es global lediglich um wenige zehntel Grad wärmer war als heute (2013). Im Vergleich mit anderen Eisbohrkernen im Nordwesten (Camp Century, 77.2° N, 61.1° W) und Südosten (Renland, 71.3° N, 26.7° W) Grönlands konnte belegt werden, dass während der gesamten Warmzeit lediglich ein Teil des südgrönländischen Eisschildes abschmolz, der zentral- und nordgrönländische Eisschild hingegen trotz erhöhter Temperaturen stabil blieb.
Die meisten aktuellen Studien gehen davon aus, dass im Eem der Meeresspiegel etwa 6 bis 9 Meter über dem gegenwärtigen Niveau lag. Davon entfiel nach entsprechenden Berechnungen auf den Grönländischen Eisschild ein Schmelzwasseranteil mit einem ungefähren Mittelwert im Bereich von 1,5 bis 2,5 Metern, der übrige Anstieg verteilte sich auf die thermische Ausdehnung des Meerwassers und das Abschmelzen von Gebirgsgletschern (∼1 Meter) sowie in größerem Umfang auf die erhebliche Reduzierung der westantarktischen Eisbedeckung. Demnach verlor der Grönländische Eisschild in diesem Zeitraum 20 bis 30 Prozent seiner Masse. Diese Erkenntnisse haben große Bedeutung bei der Extrapolation des zu erwartenden künftigen Meeresspiegelanstiegs.
Der NGRIP-Eisbohrkern gab zudem Aufschluss darüber, dass die der Eem-Warmzeit folgende Kälteperiode nur allmählich einsetzte (mit einer Übergangszeit von etwa 7.000 Jahren) und vor dem Umschwung auf ein Glazialklima ein relativ schwach ausgeprägtes Dansgaard-Oeschger-Ereignis (DO 25) stattfand (mit einer Amplitude von 25 Prozent der nachfolgenden DO-Ereignisse), das jedoch in seinem Ablauf den folgenden Ereignissen stark ähnelte.

## Archäologie der Eem-Warmzeit
Das Eem ist die Zeit des Mittelpaläolithikums, während derer Neandertaler weite Teile Europas und Westasiens besiedelten. Herausragende Befunde sind erlegte Waldelefanten (vgl. Lanze von Lehringen oder Tagebau Gröbern) als Beweise für eine erfolgreiche Großwildjagd.